# Демина (приток Угры)
Демина — река в Калужской и Смоленской областях России. Устье реки находится в 372 км по правому берегу реки Угра. Длина реки составляет 64 км. Площадь водосборного бассейна — 625 км².

## Течение
Высота истока — 233 м над уровнем моря. Вдоль течения реки расположены деревня Усть-Дёмино Коробецкого сельского поселения Ельнинского района Смоленской области, село Павлиново, деревни Жданово, Максимово, Гнездилово сельского поселения «Село Павлиново» Спас-Деменского района Калужской области. Высота устья — 183 м над уровнем моря.

## Притоки
(км от устья)
- 16 км: река Взеница (пр)
- 16 км: река Солоничка (лв)
- 32 км: река Грохот (лв)
- 33 км: река Добричка (лв)
- 44 км: река Слузнянка (пр)
- 49 км: река без названия, у с. Прилуки (лв)
- 50 км: река Даренка (лв)

## Данные водного реестра
По данным государственного водного реестра России относится к Окскому бассейновому округу, водохозяйственный участок реки — Угра от истока и до устья, речной подбассейн реки — Бассейны притоков Оки до впадения Мокши. Речной бассейн реки — Ока.

## Галерея

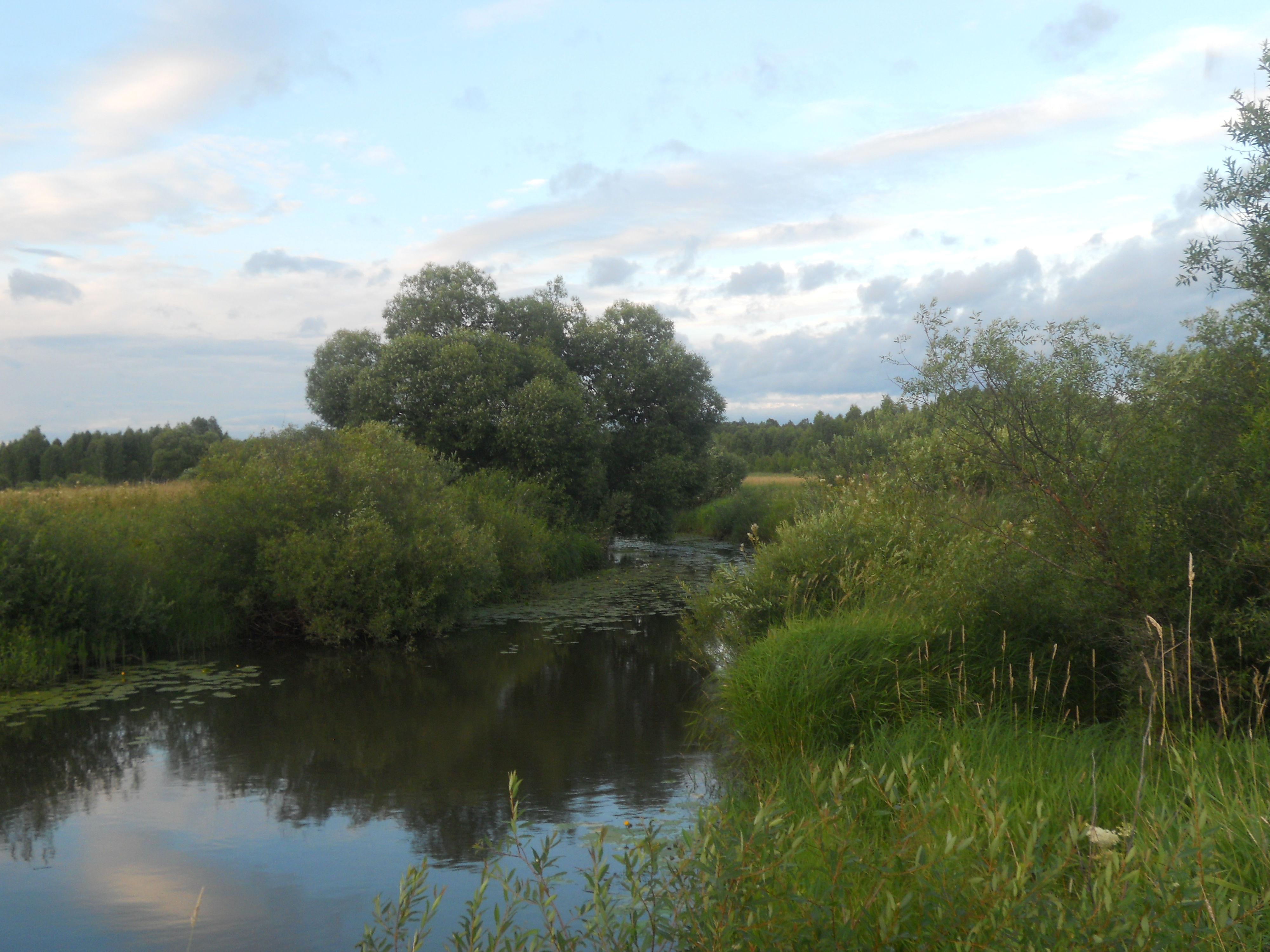
Река близ устья Добрички
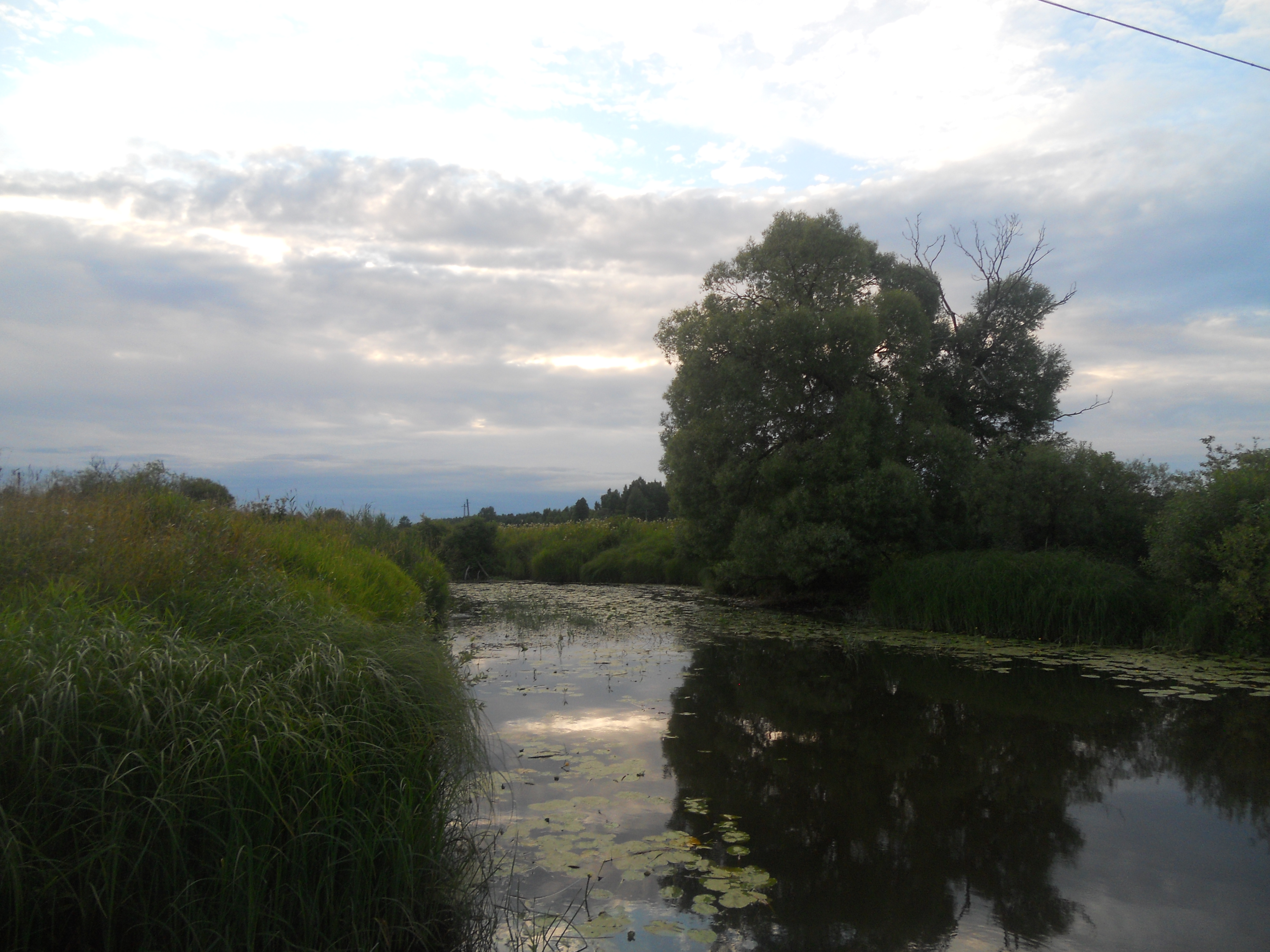